# Aangifte (politie)
Een aangifte in justitiële zin is het melden van een strafbaar feit bij de bevoegde autoriteiten, meestal de politie. Dit artikel behandelt het justitiële begrip aangifte zoals dat wordt gebruikt in zowel Nederland als België.

## Nederland
In het Nederlands recht is een aangifte het melden van een strafbaar feit (misdrijf of overtreding) bij een opsporingsambtenaar, doorgaans een politiemedewerker, onder meer ter doorzending aan de officier van justitie, die dan kan besluiten tot strafrechtelijke vervolging van de dader(s) over te gaan, als die bekend zijn of gevonden kunnen worden.
Iedereen die kennis draagt van een strafbaar feit heeft het recht daar aangifte van te doen, of hij daar nu het slachtoffer van was of niet; opsporingsbeambten zijn verplicht de aangifte op te nemen. Het maakt daarbij niet uit of de aangifte schriftelijk of mondeling wordt gedaan. Een proces-verbaal van de aangifte wordt vervolgens door de verbalisant op schrift gesteld en ondertekend door de aangever. Sinds enige tijd is het in Nederland bij een klein aantal feiten ook mogelijk om daarvan aangifte te doen via het internet. Hiervoor kan men terecht op de website van de politie.
Bij sommige ernstige misdrijven is iemand verplicht aangifte te doen, met name als er direct levensgevaar dreigt.
In Nederland worden aangiften geregeld in het Wetboek van Strafvordering, artikelen 160 tot en met 166a.
Degene die aangifte doet wordt niet beëdigd, maar desondanks is het strafbaar een valse aangifte te doen, dat wil zeggen van een feit dat niet geschied is. Straf ervoor: maximaal een jaar cel of een boete t/m 9000 Euro.
Aangifte is meestal noodzakelijk als men de schade als gevolg van een strafbaar feit bij de verzekering wil claimen.
Soms doet een slachtoffer van bijvoorbeeld verduistering geen aangifte op voorwaarde dat de dader het verduisterde vergoedt. Een reden kan zijn dat het slachtoffer zo meer kans denkt te maken om het geld terug te krijgen, zonder omslachtige gerechtelijke procedure.
Een aangifte is iets anders dan een klacht(e). De wetgever heeft bepaald dat een zgn. klachtdelict slechts vervolgd kan worden als het slachtoffer dat wil, blijkend uit een formele klacht(2). Waar iedereen aangifte kan doen die getuige is van een strafbaar feit, kan alleen het slachtoffer een klacht indienen. 
Een voorbeeld van een klachtdelict is belediging. Het slachtoffer van een belediging kan bijv. besluiten dat de belediging zo pijnlijk is dat hij/zij daar liever niet opnieuw aan herinnerd wordt door vervolging van de dader. Belediging van een "ambtenaar in functie" kan ook zonder klacht vervolgd worden, omdat de wetgever meende dat er dan een publiek belang in het geding is.
De overgrote meerderheid van strafbare feiten is echter geen klachtdelict. Anders dan publieksmedia vaak suggereren is een aangifte niet vereist voor vervolging, en beëindigt de intrekking van een aangifte ook niet per se de vervolging, afgezien natuurlijk van het geval dat de aangever meldt dat hij een onjuiste voorstelling van zaken heeft gegeven, al dan niet opzettelijk. 
Zo vervolgt de politie massaal verkeersovertreders zonder dat iemand aangifte heeft gedaan van hun overtreding.

### Anonieme aangifte
Het anoniem doen van aangifte is in Nederland officieel alleen mogelijk in uitzonderlijk bedreigende situaties, waarbij de rechter-commissaris toestemming moet geven. De wet maakt het daarnaast echter wel mogelijk de anonimiteit van degene die aangifte doet te beschermen door het gebruik van een briefadres, ook wel domiciliekeuze genoemd. Hiervoor kan het adres van de politie, van Slachtofferhulp of een ander adres worden gebruikt.
Daarnaast is het mogelijk bepaalde ernstige misdrijven te melden via Meld Misdaad Anoniem op het telefoonnummer 0800-7000. De telefooncentrale die hiervoor wordt gebruikt heeft geen nummerweergave en het gesprek wordt niet op tape of anderszins opgenomen. De registratie van het gesprek vindt plaats zonder vermelding van naam, adres, woonplaats en tijdsaanduiding.
Er zij echter op gewezen dat de aangever niet per se het slachtoffer behoeft te zijn.

## België
De politie krijgt kennis van de gepleegde misdrijven door opsporingen die ze verricht of door aangiften.
Men maakt het onderscheid tussen een officiële aangifte en een privéaangifte.

### Officiële aangifte
Iedere overheid, officier of ambtenaar die in uitoefening van zijn ambt kennis krijgt van een misdaad of wanbedrijf, heeft de verplichting daarvan dadelijk bericht te geven aan de Procureur des Konings. (art 29 Sv.)

### Privéaangifte
Eenieder die getuige is geweest van een aanslag tegen de openbare veiligheid of op iemands leven/eigendom, heeft de verplichting daarvan bericht te geven aan de Procureur des Konings. (art 30 Sv.)
Men moet duidelijk het onderscheid maken tussen een aangifte en een klacht. Het ter kennis brengen aan de bevoegde (gerechtelijke) overheid van het bestaan van een misdrijf door het slachtoffer of een benadeelde, noemt men een klacht.